# Monasterio de Shemokmedi
El monasterio de Shemokmedi (en georgiano: შემოქმედის მონასტერი) es un monasterio ortodoxo georgiano situado en el pueblo de Shemokmedi, en la región de Guria, en el sudoeste de Georgia. Fundado en el siglo XV, el monasterio de Shemokmedi hizo las veces de sede de un obispado y cementerio de la dinastía principesca de Gurieli. Fue un piso franco de tesoros de la Iglesia y, durante los siglos, acumuló una extensa colección de varios objetos de otros monasterios georgianos. Partes de la colección, que sobrevivieron a los ladrones del siglo XIX, ya están expuestas en los museos de Georgia.

## Arquitectura
El monasterio de Shemokmedi consta de dos iglesias sencillas desde el punto de vista arquitectónico: la del Redentor y la de la Transfiguración, también conocida como la de Zarzma.  La tercera construcción, un campanario, está construida sobre la valla del monasterio. Este complejo está situado en una pequeña colina en la orilla izquierda del río Bzhuzhi, que tiene vista al pueblo de Shemokmedi.
La iglesia del Redentor es una basílica de tres naves con las dimensiones de 10 × 13 m. Es una construcción de sillar, revestida con sulfato de cobre y con un suelo de mármol blanco. Una curva ornamentada sigue el contorno de una ventana en la fachada occidental. El interior se pintó completamente al fresco una vez. Los fragmentos sobrevivientes representan a Mamia II Gurieli (muerto en 1627), príncipe de Guria, y su esposa Tinatin, con sus respectivas inscripciones identificatorias en georgiano.
La iglesia de la Transfiguración se construyó a petición del príncipe Vakhtang I Gurieli a finales de la década de 1570 para albergar al icono venerado del siglo IX de la Transfiguración de Jesús rescatado del monasterio de Zarzma en el principado de Samtskhe; de ahí viene el otro nombre de la iglesia, «Zarzma». Esta iglesia es más pequeña que la del Redentor, con las dimensiones de 9 × 7 m. Es un diseño de una sola nave rematado con una cúpula octagonal. El edificio está revestido con ladrillo y sillar. En las paredes se conservan fragmentos de inscripciones en georgiano y griego, así como una representación en fresco del primer obispo de Shemokmedi, Besarion Machutadze. En un principio, un campanario construido sobre la valla de la iglesia se erigió en el siglo XVI y se restauró en 1831. Todas las construcciones del complejo conservaban vestigios de reconstrucciones múltiples.
Al nordeste del monasterio de Shemokmedi, a unos 1.5 km de distancia, en la orilla derecha del río Bzhuzhi, está la recién restaurada iglesia de Gorisperdi. En el cementerio, se encuentran fragmentos ornamentados de la construcción medieval anterior y en ruinas.

## Historia

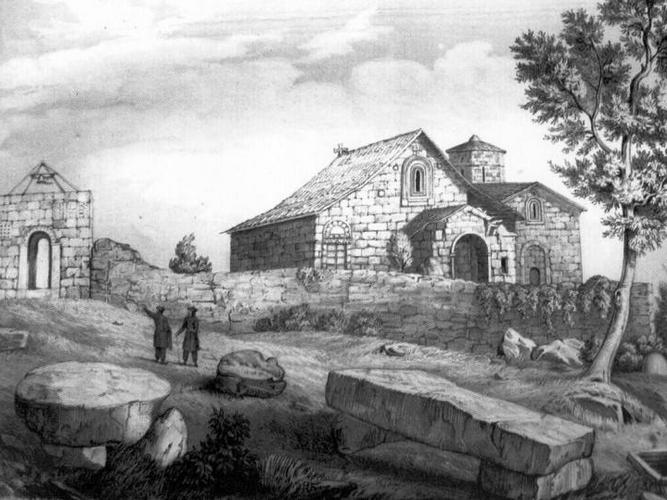
El monasterio de Shemokmedi en una ilustración del Atlas de viaje de Frédéric DuBois de Montperreux de la década de 1830.

El monasterio de Shemokmedi se fundó en el siglo XV como sede de uno de los tres obispados del principado de Guria, los otros dos son Jumati y Khino. Los prelados locales llevaban el rango de arzobispo u obispo metropolitano y el epíteto de Shemokmedeli. Al mismo tiempo, el monasterio fue cementerio de la dinastía principesca de Gurieli. Las tumbas sobrevivientes pertenecen a Rostom Gurieli (muerto en 1564) y Mamia III Gurieli (muerto en 1714).
Después de la muerte del obispo metropolitano Ioseb Takaishvili en 1794, el mar de Shemokmedi estuvo inactivo; el obispo de Jumati llegó a ser Shemokmedeli titular, mientras que el monasterio y sus posesiones pasaron a Kaikhosro Gurieli, miembro influyente de la dinastía reinante de Guria, la cual finalmente perdió sus propiedades por haber encabezado una insurrección contra el Imperio ruso en 1820. Durante el conflicto, las tropas rusas asaltaron Shemokmedi, demolieron sus fortificaciones y devastaron los alrededores.
En 1920, el monasterio de Shemokmedi se reincorporó como obispado, uniendo las parroquias de Batumi y Shemokmedi. En 1995, se restableció la diócesis de Shemokmedi como otra eparquía. Actualmente, su jurisdicción se extiende a todas las iglesias ortodoxas de los tres municipios de Guria: Ozurgeti, Lanchkhuti y Chokhatauri. El Catolicós Patriarca de Georgia Elías II fue obispo de Shemokmedi entre 1963 y 1967.

## Colecciones

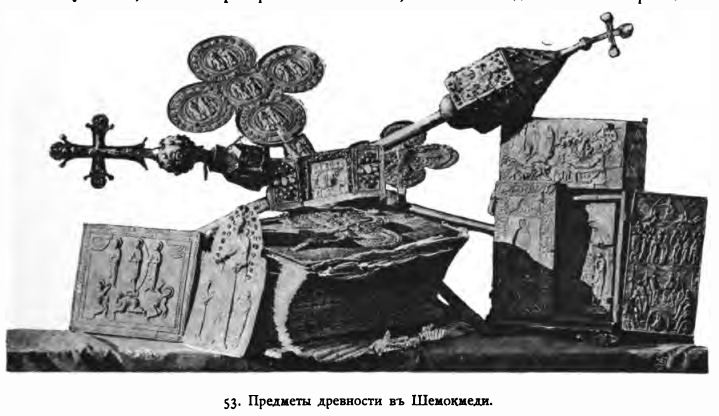
Antigüedades en el monasterio de Shemokmedi del catálogo de colecciones de la Iglesia de Georgia de Kondakov (1890).

Durante siglos, la catedral de Shemokmedi se convirtió en piso franco de tesoros eclesiásticos y acumuló una gran colección de diversos objetos religiosos y manuscritos de otras iglesias y monasterios de Georgia. En 1873, Dimitri Bakradze visitó la iglesia y recopiló la primera descripción erudita de su colección. Posteriormente, el monasterio fue sometido a una serie de robos. En 1889, Nikodim Kondakov catalogó los tesoros sobrevivientes durante su visita al monasterio. Desde 1924, la mayoría de los artículos existentes están en las colecciones del Museo Nacional de Georgia.